# Chiesa del Nazareno
La chiesa del Nazareno è una denominazione protestante di tipo evangelico.

## Storia
La chiesa del Nazareno è nata il 13 ottobre 1908, a Pilot Point, una cittadina del Texas, dalla fusione di vari raggruppamenti protestanti i quali, in considerazione di una sostanziale identità di fede, non ravvisano ragioni per continuare a esistere separatamente.
Le basi teologiche possono essere rintracciate nella predicazione di John Wesley, la cui predicazione diede origine al movimento metodista. Su queste basi dottrinali, Phineas F. Bresee, Hiram F. Reynolds, William Howard Hoople, Mary Lee Cagle, Robert Lee Harris, J.B. Chapman e C.W. Ruth fondarono questa nuova organizzazione.
In Italia il movimento è arrivato nel 1947.

## Struttura organizzativa
A livello mondiale è organizzata in sei regioni:
- U.S.A.-Canada
- Eurasia
- Africa
- America Centrale
- America del Sud
- Asia-Pacifico

In Italia il coordinamento è affidato alla sede nazionale di Roma.

## Diffusione
La Chiesa del Nazareno è presente in molte nazioni.
In base ai dati del sito ufficiale della Sede Nazionale della CdN, le comunità in Italia sono 6: Roma, Moncalieri, Firenze (2 sedi), Civitavecchia e Catania.

## Personalità appartenenti alla Chiesa del Nazareno
- Gary Hart
- Debbie Reynolds
- Larry Wall